# Sandra Wollner

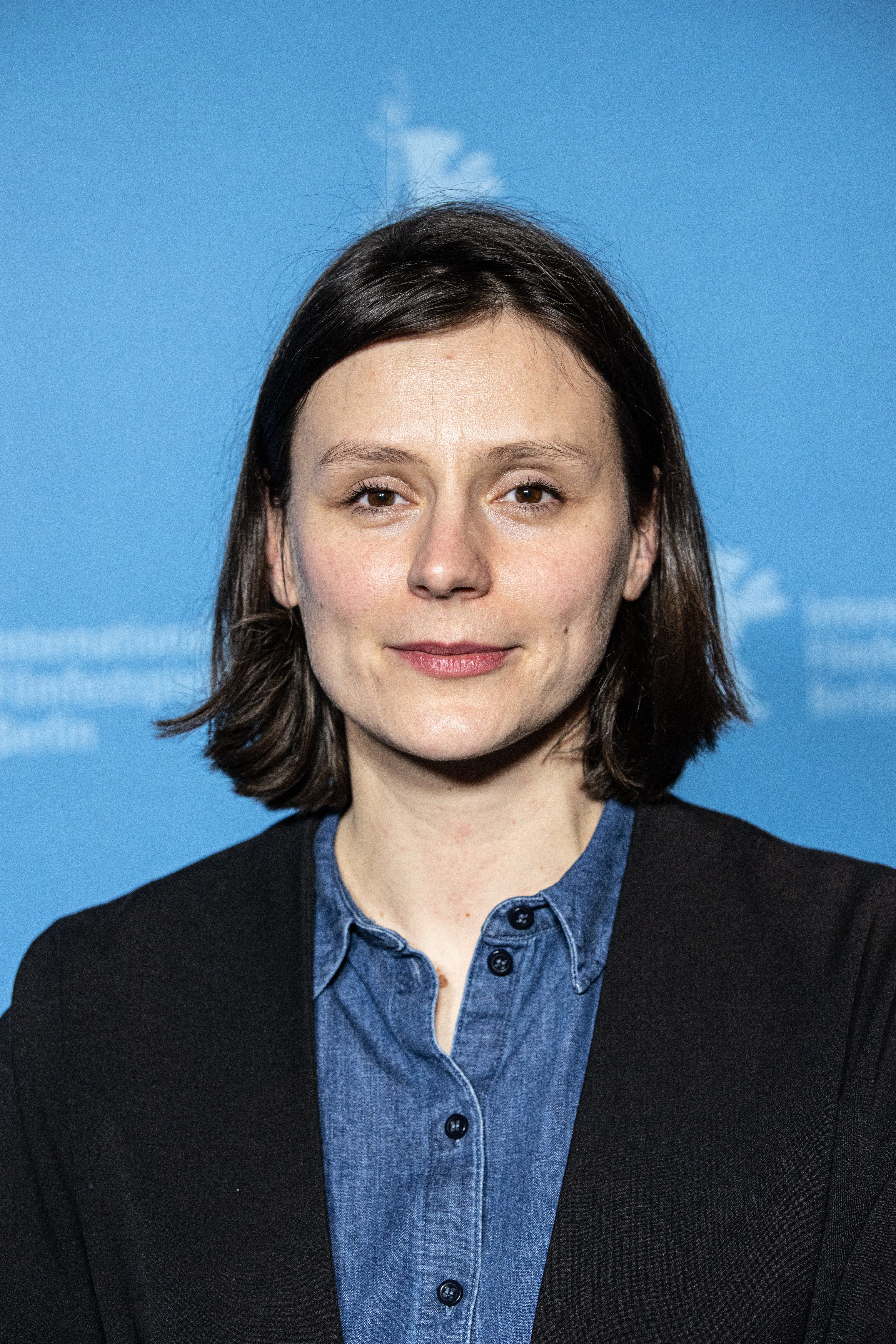
Sandra Wollner bei der Berlinale 2020

Sandra Wollner (* 1983 in Leoben) ist eine österreichische Filmregisseurin und Drehbuchautorin. Sie lebt in Berlin.

## Leben und Wirken
Sandra Wollner studierte zunächst Theater-, Film- und Medienwissenschaften und arbeitete parallel als Editorin und Regisseurin von Kurzfilmen und Kurzdokumentationen. 2012 begann sie an der Filmakademie Baden-Württemberg Dokumentarfilmregie zu studieren. Ihr erster Langfilm Das unmögliche Bild entstand noch während der Studienzeit  und ist ausschließlich auf 16mm-Material gedreht. Die Filmakademie trat hier als Produzentin auf. Sie erhielt für den Film u. a. 2018 den Preis der deutschen Filmkritik, den Ingmar-Bergman-Preis für das beste Internationale Debüt beim Filmfestival Göteborg und den Preis der Jury beim Poitiers Film Festival.
Mit ihrem zweiten Langfilm, The Trouble with Being Born, ihrem Abschlussfilm an der Filmakademie, gewann sie 2020 den Spezialpreis der Jury in der Berlinale-Sektion Encounters und den Österreichischen Filmpreis 2021. Wollner bezeichnete die Geschichte über eine Androidin, die als vermeintliche Tochter ihres Schöpfers aufwächst, als eine Art „Anti-Pinocchio“.

## Filmografie
- 2013: Uns geht es gut (Kurzfilm)
- 2014: Luis & Luk (Kurzfilm)
- 2015: Viktor (Kurzfilm)
- 2016: Das unmögliche Bild
- 2020: The Trouble with Being Born

## Auszeichnungen
- 2016: Förderpreis Neues Deutsches Kino der Hofer Filmtage für Das unmögliche Bild[10]
- 2017: Förderpreis für Filmkunst der Deutschen Filmakademie für Das unmögliche Bild[11]
- 2018: Preis der deutschen Filmkritik für Das unmögliche Bild[12]
- 2019: Kulturpreis der Stadt Leoben[13]
- 2020: Berlinale/Encounters: Spezialpreis der Jury für The Trouble with Being Born
- 2020: Thomas-Pluch-Drehbuchpreis – Spezialpreis der Jury für The Trouble with Being Born[14]
- 2020: Diagonale – Großer Diagonale-Preis für The Trouble with Being Born[15]
- 2020: First Steps in der Kategorie Abendfüllender Spielfilm für The Trouble with Being Born[16]
- 2020: Outstanding Artist Award für Film[17]
- 2021: Österreichischer Filmpreis – Auszeichnung in der Kategorie Beste Regie und Bester Spielfilm für The Trouble with Being Born[18]
- 2021: Preis der deutschen Filmkritik in der Kategorie Bester Spielfilm für The Trouble with Being Born